# Ульяновська філія ІРЕ РАН
Ульяновська філія ІРЕ РАН (повна назва рос. Ульяновский филиал Федерального государственного бюджетного учреждения науки Института радиотехники и электроники им. В.А.Котельникова Российской академии наук) - науково-дослідна установа РАН в Ульяновську, Росія. 
Основні завдання установи: проведення фундаментальних досліджень в області радіотехніки, волоконної оптики, оптоелектроніки, а також виконання прикладних досліджень по створенню нової техніки . Філія має важливе значення для Ульяновська як єдине в місті наукова установа РАН.

## Історія

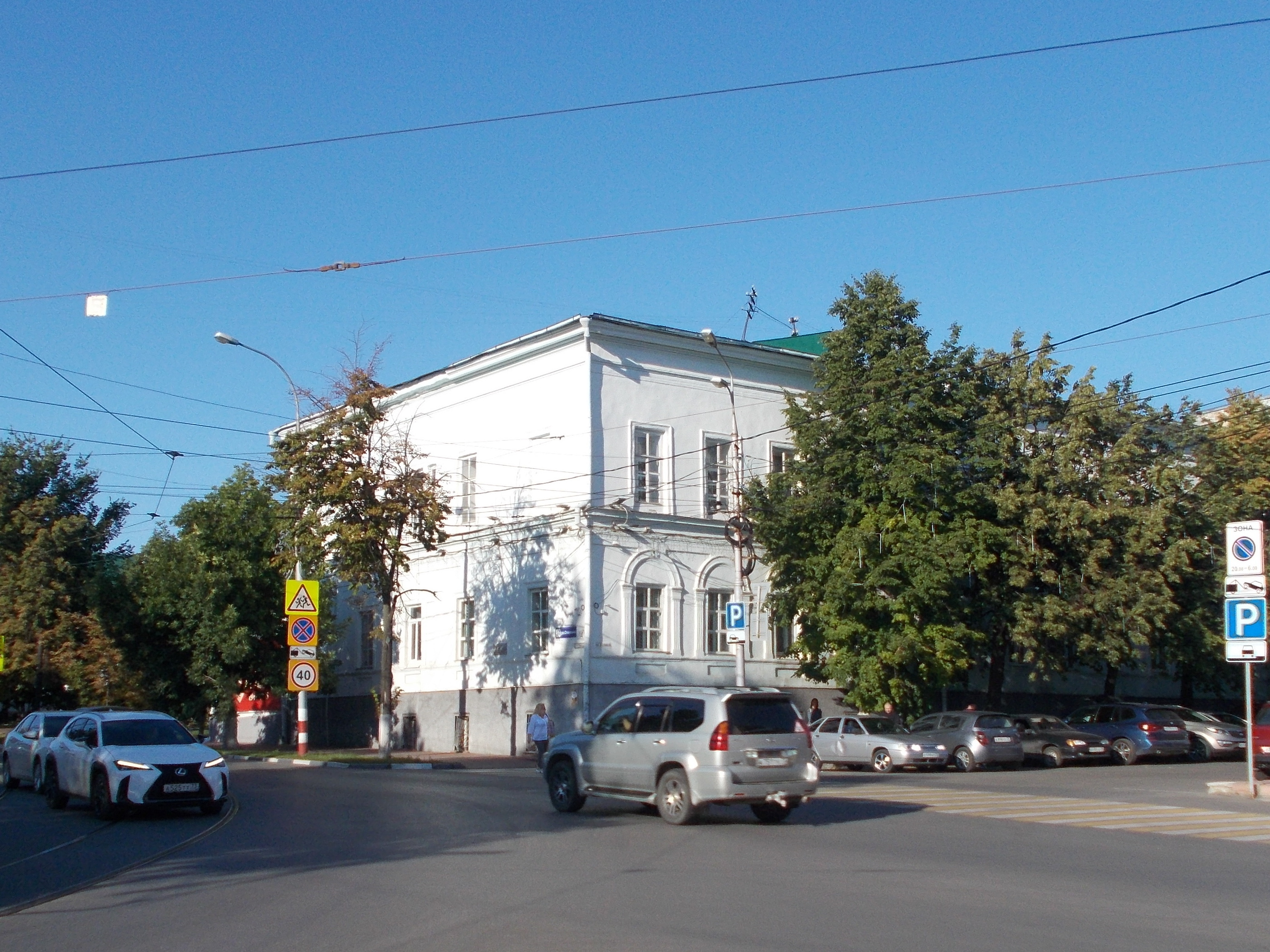
Будівля, де розміщені дослідницькі лабораторії. Ульяновськ, вул. Спаська, 14

Історія УФІРЕ ім. В.О. Котельникова РАН начилась зі створення в Ульяновську в 1986 р з ініціативи академіка В. О. Котельникова лабораторії световодной техніки Саратовського філії ІРЕ АН СРСР . Керував створенням лабораторії академік Ю. В. Гуляєв . 
У 1990 р лабораторія перетворена на філію Інституту радіотехніки й електроніки АН СРСР . 
Для підготовки фахівців в області застосування опто-та наноелементів, систем і технологій у 2006 році в установі створена базова кафедра радіотехнічного факультету Ульяновського державного технічного університету - «Радіотехніка, опто-та наноелектроніка» . 
УФІРЕ ім. В. А. Котельникова РАН виступає провідною організацією при захисті дисертацій у дисертаційних радах Ульяновська, Волгограда, Нижнього Новгорода, Санкт-Петербурга та інших міст. Співробітники установи регулярно нагороджуються листами подяки та почесними грамотами губернатора Ульяновської області.

## Щорічна наукова конференція
Філія щорічно виступає організатором Всеросійської молодіжної наукової конференції «Актуальні проблеми фізичної та функціональної електроніки»   . Оргвнесок для учасників відсутній, а збірник матеріалів конференції індексується в базі даних РІНЦ. 